# Raleigh (Illinois)
Raleigh – wieś w Stanach Zjednoczonych, w stanie Illinois, w hrabstwie Saline.